# Aeroporto di Magnitogorsk
L'Aeroporto Internazionale di Magnitogorsk (in russo: Международный аэропорт Магнитогорск) (IATA: MQF, ICAO: USCM) è uno scalo aeroportuale a 19 km ovest da Magnitogorsk nell'oblast' di Čeljabinsk in Russia.
L'aeroporto si trova sul territorio del distretto Abzelilovsky di Bashkortostan, vicino al villaggio di Davletovo, tuttavia, e il territorio adiacente sono amministrativamente subordinati al distretto della riva destra del distretto della città di Magnitogorsk della regione di Chelyabinsk.

## Storia
- 5 agosto 1930 - Apertura dell'aeroporto di Magnitogorsk con l'arrivo del primo aereo Unkers F-13 da Čeljabinsk.
- 1932 - Arrivo a Magnitogorsk dei primi aerei Polikarpov U-2 e ANT-9.
- 6 marzo 1933 - Arrivo del primo aereo Stal'-2 e apertura dei voli di linea sulla rotta Magnitogorsk - Sverdlovsk.
- 1935 - Arrivo a Magnitogorsk del primo aereo Polikarpov P-5.
- 1949 - Entrata in servizio del primo Yakovlev Yak-12.
- 1951 - Primo volo di linea di un Lisunov Li-2 sulla rotta Sverdlovsk - Magnitogorsk.
- 1952 - Arrivo a Magnitogorsk del primo Antonov An-2 dell'Aeroflot.
- 1955 - L'Ilyushin Il-14 arriva all'Aeroporto di Magnitogorsk da Mosca.
- 1956 - Inizio dei lavori di costruzione dell'Aeroporto di Magnitogorsk nella sua posizione attuale.
- 4 dicembre 1958 - Avvio del adeguamento della pista per il decollo/atterraggio degli aerei Antonov An-10 e Ilyushin Il-18.
- 25 dicembre 1966 - Apertura della nuova pista dell'Aeroporto di Magnitogorsk e l'arrivo del primo volo dell'Aeroflot da Mosca effettuato con un Ilyushin Il-18.
- 20 dicembre 1969 - Creazione del Distaccamento Aereo no.299 presso l'Aeroporto di Magnitogorsk.
- 1970 - Apertura del Terminal Passeggeri nuovo e l'arrivo dei primi Antonov An-24.
- dicembre 1975 - Entrata in servizio del primo Antonov An-26.
- giugno 1992 - Arrivo dei primi Yakovlev Yak-42 a Magnitogorsk.
- 25 giugno 1994 - L'Aeroporto diventa uno scalo internazionale in seguito a una decisione dell'ICAO.
- 21 dicembre 1996 - Apertura della nuova pista dell'aeroporto di cemento armato di 2,100 m dopo la ricostruzione.
- 12 febbraio 1998 - Il primo Tupolev Tu-154 atterra sulla nuova pista di 3,250 m.
- 8 settembre 1999 - Il primo Ilyushin Il-76 della compagnia aerea russa Aviprad arriva a Magnitogorsk.
- 17 settembre 1999 - Apertura del Terminal Passeggeri dopo la ricostruzione e l'ampliamento. La capacità del Terminal sulla frontiera è di 100 passeggeri/ora.
- 2000 - l'installazione dei sistemi ILS e PAPI a Magnitogorsk.
- 2 gennaio 2003 - Il Presidente russo Vladimir Putin arriva a Magnitogorsk su un Ilyushin Il-96.
- 2005 - Arrivo del primo Boeing 737 della KD Avia a Magnitogorsk.
- 2008 - Arrivo del primo Airbus A320 della compagnia aerea russa Ural Airlines a Magnitogorsk

## Dati tecnici
L'aeroporto di Magnitogorsk dispone di una pista attiva di cemento armato di 3.250 m x 45 m.
L'aeroporto è aperto 24 ore al giorno ed è stato attrezzato con il moderno sistema PAPI e il sistema ILS.
L'aeroporto è attualmente equipaggiato per la manutenzione, l'atterraggio e il decollo degli aerei a medio e lungo raggio: Airbus A320, Boeing 737(-300,-400,-500), Ilyushin Il-18, Ilyushin Il-76, Ilyushin Il-96, Yakovlev Yak-40, Yakovlev Yak-42, Tupolev Tu-134, Tupolev Tu-154, Tupolev Tu-204, Tupolev Tu-214, Antonov An-12, Antonov An-24, Antonov An-26, Antonov An-28, CRJ(-100,-200), e di tutti i tipi di elicottero.

## Collegamenti con Magnitogorsk

### Trasporto pubblico
L'aeroporto si trova a circa 15 km ad ovest dal centro della città. La linea no.104 del trasporto pubblico collega 3-4 volte al giorno il Terminal dell'aeroporto con l'Autostazione di Magnitogorsk.

### Taxi
Il modo più veloce e facile di raggiungere l'aeroporto sono i taxi.